# Pierre Poelaert
Pierre Poelaert (Sint-Pieters-Kapelle, 13 augustus 1930 - Herne, 2 december 2012) was een Belgische christendemocratisch politicus. Hij was burgemeester van Sint-Pieters-Kapelle en Herne.

## Biografie
Poelaert was postmeester en hotelinspecteur.
Hij ging in de gemeentelijke politiek in Sint-Pieters-Kapelle in 1958, toen nog een gemeente in de Waalse provincie Henegouwen. Hij nam deel aan de verkiezingen op de lokale PSC-lijst en werd burgemeester. Met de vastlegging van de taalgrens werd de gemeente in 1963 naar de provincie Brabant overgeheveld.
Bij de gemeentelijke fusies van 1977 werd Sint-Pieters-Kapelle een deelgemeente van Herne. Poelaert was zo de laatste burgemeester van Sint-Pieters-Kapelle geweest. In de fusiegemeente Herne werd hij lijsttrekker voor de CVP en hij behaalde bij de verkiezingen van 1976 de meerderheid ten koste van de liberaal Maurice Bombaert. Poelaert werd nu burgemeester van fusiegemeente Herne. Hij bleef dit meerdere legislaturen, tot 2000. Na de verkiezingen van dat jaar werd hij als burgemeester opgevolgd door zijn jongste zoon, Kris Poelaert.